# Mons Piton
El Mons Piton (Monte Piton) es una montaña lunar aislada que se encuentra en la parte oriental del Mare Imbrium, al oeste del cráter inundado de lava Cassini y al sureste del cráter Piazzi Smyth. Al norte y al noreste de este macizo se encuentran los Montes Alpes, que conforman el borde noreste del mar lunar.
La montaña tiene una base de 25 km de anchura y emerge de la lava del mar hasta 2200 m de altitud, similar a los picos de los cercanos Montes Alpes, pero mucho menor que el Mons Blanc, que se eleva a 3600 m. En su cumbre se encuentra un cráter que mide 800 m de diámetro. Esta montaña parece ser un vestigio de uno de los anillos montañosos formados por el impacto que causó la creación de la cuenca del Mare Imbrium.
Debido a que es una formación aislada en el mar lunar, este pico puede formar sombras prominentes cuando es iluminado por la luz oblicua del sol durante el amanecer o al atardecer lunar.
Al suroeste de Mons Piton se encuentra una pequeña cresta montañosa que también emerge aislada del mar, que se denomina Piton Gamma (γ).
El nombre de Mons Piton hace referencia a un pico de la isla de Tenerife (España).

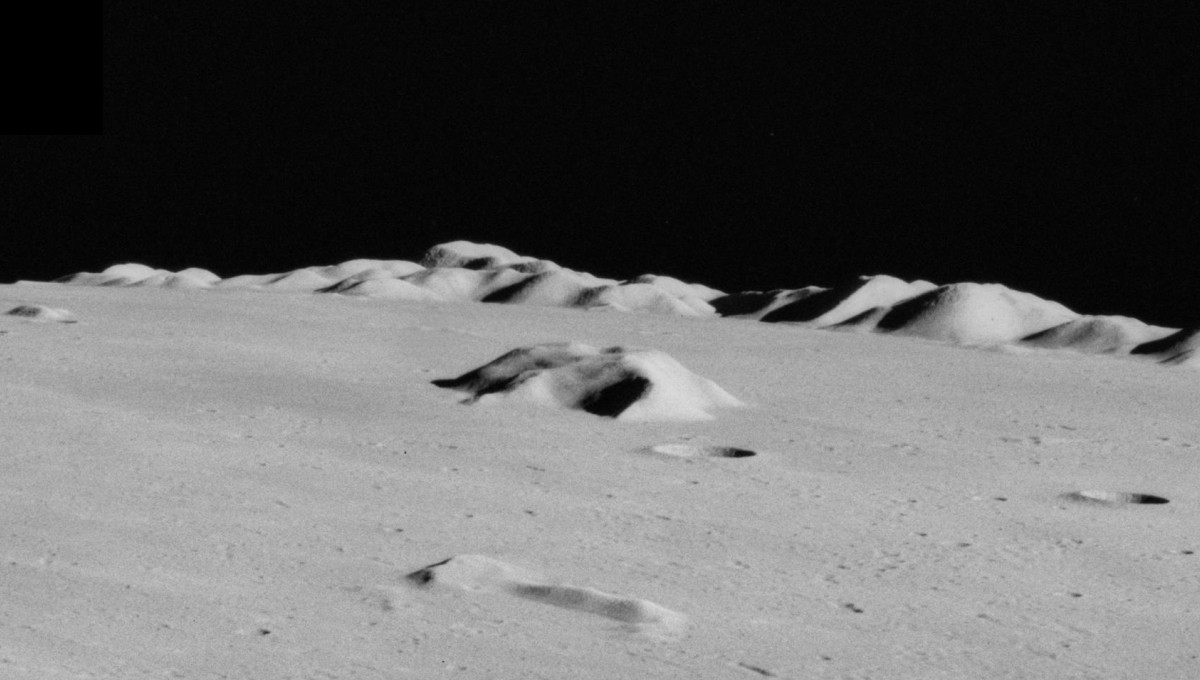
Al fondo los Montes Alpes, en el centro Mons Piton, abajo Piton Gamma. Foto: Apolo 15.

## Cráteres satélite

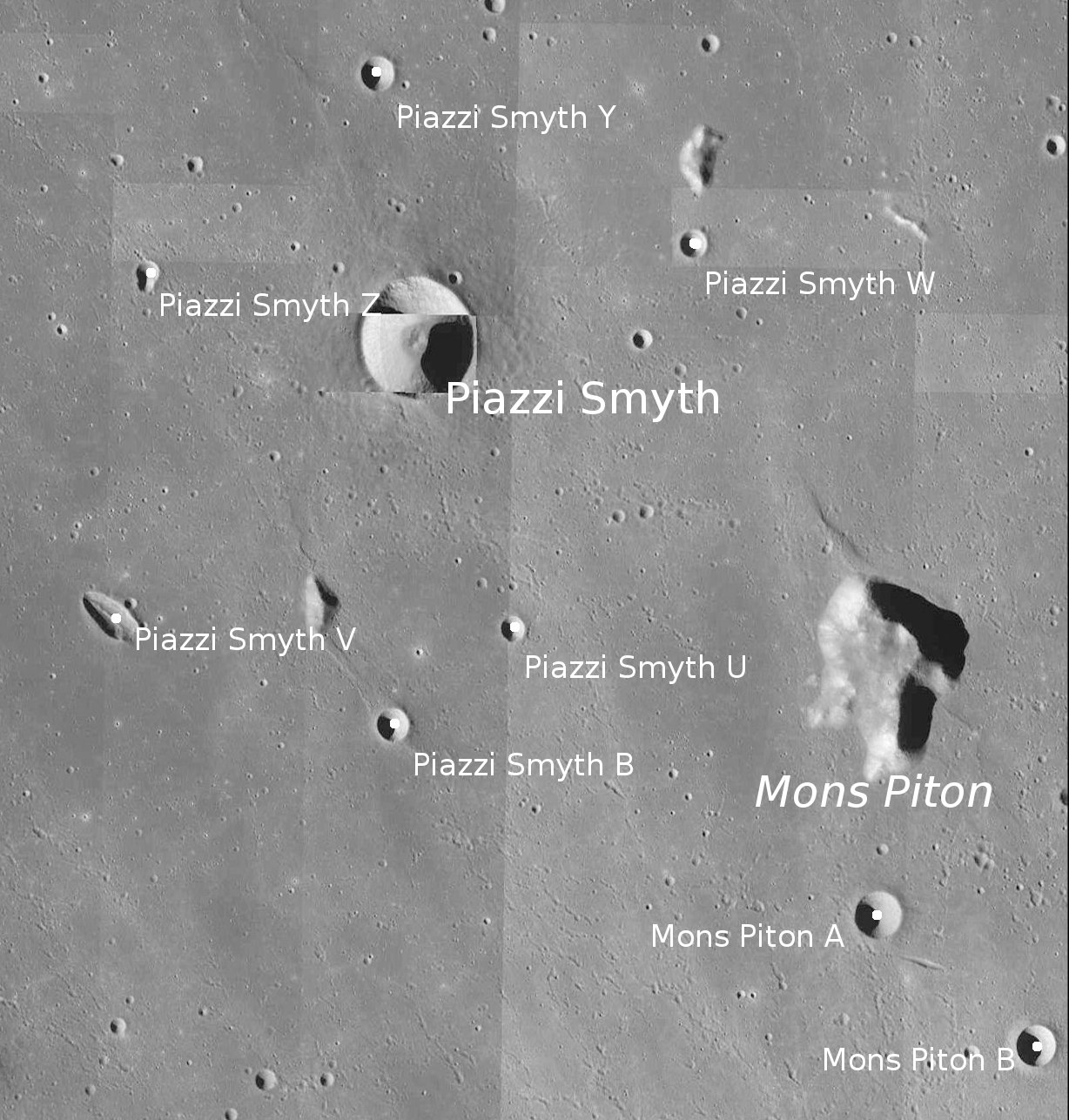
Mons Piton y sus cráteres satélite.

Los cráteres satélite son pequeños cráteres situados próximos al accidente geográfico principal, recibiendo el mismo nombre que dicho accidente acompañado de una letra mayúscula complementaria (incluso si la formación de estos cráteres es independiente de la formación del accidente principal). 
| Piton | Coordenadas                 | Diámetro |
| ----- | --------------------------- | -------- |
| A     | 39°48′N 1°00′O / 39.8, -1.0 | 5.35 km  |
| B     | 39°18′N 0°06′O / 39.3, -0.1 | 4.67 km  |